# Chrysanthemenball

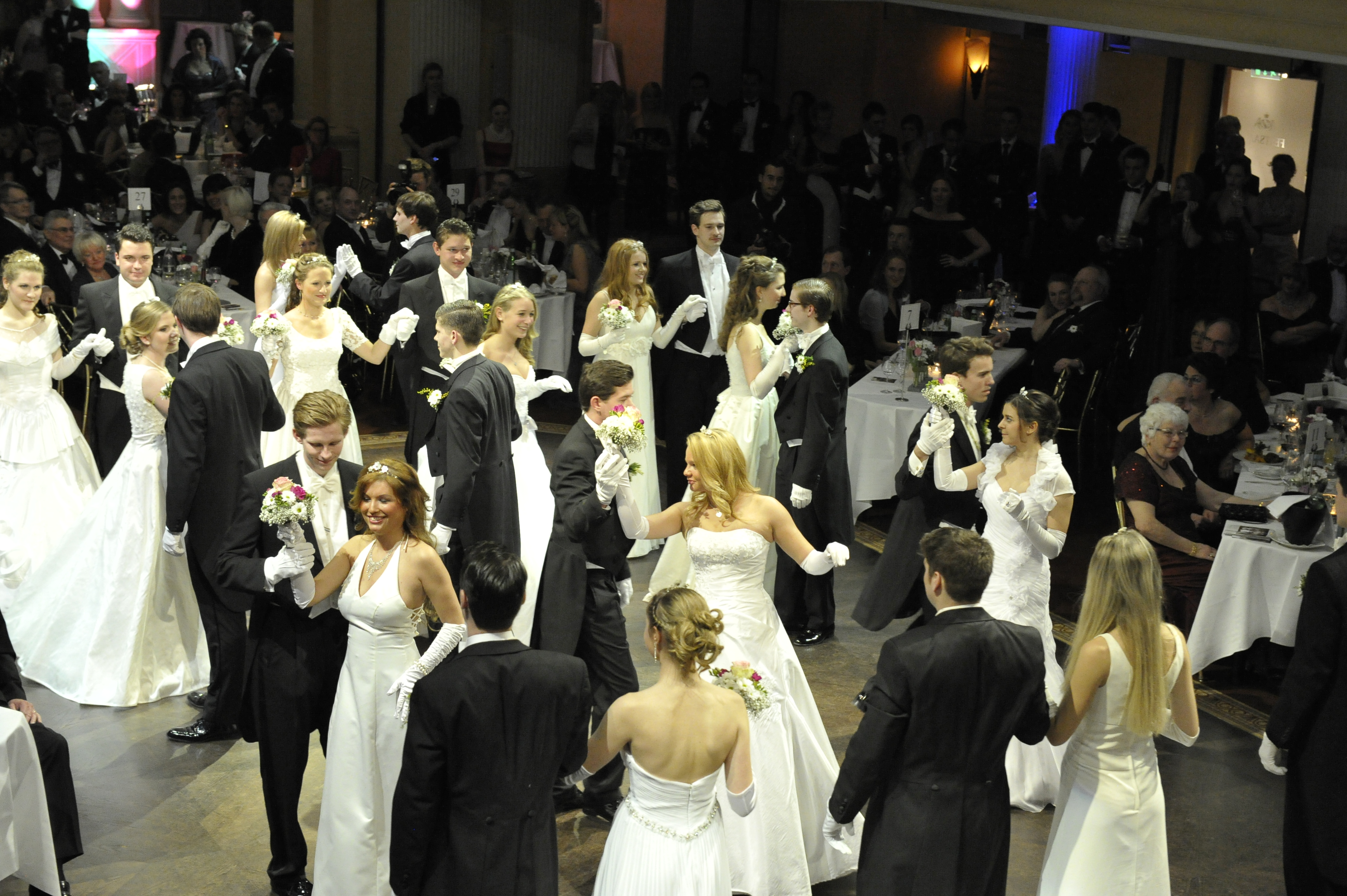
Chrysanthemenball 2012

Der Chrysanthemenball ist ein jährlich stattfindender klassischer Tanzball  in München. Er dient der Wohltätigkeit zu Gunsten hilfsbedürftiger Kinder. Ins Leben gerufen wurde er 1925 von Paula Zell. Seither  wurden umgerechnet rund drei Millionen Euro gesammelt. Der Chrysanthemenball fand viele Jahre im Deutschen Theater München während des Faschings statt. Musikalisch wurde er über 60 Jahre von dem 2016 verstorbenen Hugo Strasser und seinem Orchester begleitet – eine Leistung, die in das Guinness-Buch der Rekorde eingetragen worden ist. Es treten Stargäste, Musiker, Tanz- und Akrobatikgruppen auf sowie seit Jahrzehnten ein Kinderballett. Es handelt sich somit um einen Wohltätigkeits- und Debütantinnenball mit Gala-Elementen. Er wird seit einigen Jahren von dem gemeinnützigen Verein „Freunde des Chrysanthemenballs e. V.“ ausgerichtet.

## Geschichte
Den Anstoß für den wohltätigen Ball gab die Professorin Paula Zell, nachdem sie 1924 durch eine Krankenschwester der Kinderklinik an der Lachnerstraße erfahren hatte, dass es im Säuglingsheim weder Heizung noch ausreichend medizinische Geräte gab. Paula Zell gründete den Verein Freunde des Chrysanthemenballs, um das Krankenhaus zu unterstützen.
Unter dem Protektorat von Kronprinzessin Antonia von Bayern fand zu diesem Zweck am 3. Februar 1925 der erste Chrysanthemenball statt. Im Cherubimsaal des Hotels Vier Jahreszeiten wurde an einem Abend die damals erhebliche Summe von 25.000 Reichsmark gespendet. Später fand der Ball im Regina-Palast-Hotel, im Deutschen Theater und – wie derzeit auch – im Hotel Bayerischer Hof statt.
Unterstützt werden seither regionale und überregionale Kinderhilfsprojekte, wie z. B. Waisenhäuser, Einrichtungen für behinderte Kinder, Kinderkliniken und Organisationen wie die Kindertafel Glockenbach e. V., die für Kinder aus bedürftigen Familien einen Mittagstisch betreibt, oder die Stiftung Pfennigparade, die Schachkurse für Menschen mit Behinderung anbietet.
Zu weiteren Spendenempfängern zählen das Franziskuswerk Schönbrunn, das SOS-Kinderdorf in Dießen, Projekte des deutschen Kinderschutzbundes, das „Heilpädagogische Kinderheim Haus Bambi“ in Schliersee, die Kinderklinik an der Lachnerstraße und die Aidshilfe.
Seit 1958 werden die sogenannten Debütantinnen in Begleitung u. a. von Mitgliedern des Münchner Senioren-Convents mit einer Polonaise und einem Wiener Walzer vorgestellt. Um die 24 Plätze können sich Damen und Herren zwischen dem 16. und 25. Lebensjahr bewerben. Unterstützt wird der Chrysanthemenball von zahlreichen Helfern und Prominenten, Angehörigen u. a. des Hauses Thurn und Taxis. Die Schirmherrschaft über den Ball übernimmt traditionell die Bayerische Staatsregierung und das Haus Wittelsbach.